# Erase/Rewind (Sabrina Salerno)
Erase/Rewind è un singolo della cantante italiana Sabrina Salerno, pubblicato il 3 ottobre 2008 come unico estratto dall'album di remix Erase/Rewind Official Remix.

## Descrizione
La canzone, cover dell'omonimo brano del 1999 dei The Cardigans, ha segnato il ritorno ufficiale di Sabrina nel mondo della musica: è infatti il primo, e unico, singolo estratto dalla doppia raccolta Erase/Rewind Official Remix, di cui costituisce uno dei quindici inediti.
Il 6 settembre 2009 il singolo è stato ripubblicato con sette nuovi remix prodotti dai DJ Andrea T Mendoza e Steven Tibet.

## Video musicale
Il brano è stato accompagnato da un video musicale diretto da Mauro Lovisetto, pubblicato su YouTube il 22 novembre 2008.

## Tracce
Download digitale
1. Erase/Rewind – 3:04

Remix 2009 - CD, download digitale
1. Erase/Rewind (Andrea T Mendoza Vs Tibet Radio Mix 2009) – 3:45
2. Erase/Rewind (Andrea T Mendoza Vs Tibet Club Mix 2009) – 6:42
3. Erase/Rewind (Andrea T Mendoza Vs Tibet Yes Club Mix) – 5:22
4. Erase/Rewind (Andrea T Mendoza Vs Tibet Yes Dub Mix) – 5:34
5. Erase/Rewind (Andrea T Mendoza Vs Tibet Yes Radio Mix) – 3:11
6. Erase/Rewind (Andrea T Mendoza Vs Tibet Album Edit Mix) – 3:46 – Disponibile solo su CD
7. Erase/Rewind (Andrea T Mendoza Vs Tibet Album Mix) – 3:03 – Disponibile solo su CD
8. Official Video – 3:05 – Disponibile solo su CD